# Ramchandra Gandhi
Ramchandra Gandhi (* 9. Juni 1937; † 13. Juni 2007 in Neu-Delhi) war ein indischer Philosoph und Autor. Er war ein Enkel von Mahatma Gandhi.

## Leben und Werk

### Beruflicher Werdegang
Ramchandra Gandhi studierte Philosophie an den Universitäten von Delhi und Oxford. Nach seinem Doktorat unterrichtete er in Großbritannien, an der Princeton University, USA und in Indien in Hyderabad und Shantiniketan; 1999 war er Gastprofessor für Philosophie an der Panjab University („Aurobindo Golden Jubilee Chair“).
In Indien war er als Philosoph und Autor mehrerer Bücher, unter anderem über seinen berühmten Großvater, bekannt geworden. Zudem verfasste er Theaterstücke, darunter Ramakrishna Paramhansa, Swami Vivekananda, Francis of Assisi und Ramana Mahanti. In Deutschland sind seine theologischen Abhandlungen unter anderem über Christus und Gandhi bekannt. Er war langjähriges Mitglied des internationalen humanitären Zentrum Indiens.

### Privates
Er heiratete Indu und bekam mit ihr eine Tochter namens Leela.
Er starb am 13. Juni 2007 im Kulturzentrum IIC in der Hauptstadt Delhi.

### Familie
Ramchandra Gandhi war der zweite Sohn von vier Kindern des indischen Journalisten und Herausgebers von The Hindustan Times, Devdas Gandhi, des vierten Sohns von Mahatma Gandhi, und von Laxmiben Gandhi, der Tochter von C. Rajagopalachari.
Sein ältester Bruder ist der Historiker Rajmohan. Sein jüngerer Bruder, Gopalkrishna, war von 2004 bis 2009 Gouverneur von Westbengalen und ist verheiratet mit Tara. Er hatte außerdem eine Schwester namens Tara und eine Nichte namens Amrita.

## Schriften
- Presuppositions of Human Communication. Oxford University Press 1975, ISBN 0-19-560310-9
- Availability of Religious Ideas. Macmillan, 1976, ISBN 0-333-13757-4
- In the Footsteps of Gandhi: Conversations with Spiritual: Conversations with Spiritual Social Activists. Parallax Press, 1993, ISBN 0-938077-24-4
- Sita’s Kitchen: A Testimony of Faith and Inquiry. Wiley, 1994, ISBN 81-224-0593-2
- Svarāj: A Journey with Tyeb Mehta’s ‘Shantiniketan Triptych’. Vadehra Art Gallery, 2002, ISBN 81-87737-02-6